# Danilo Nikolić
Danilo Nikolić (cyr. Дaнилo Hикoлић; ur. 8 kwietnia 1993 w Podgoricy) – czarnogórski koszykarz, występujący na pozycji silnego skrzydłowego, reprezentant kraju, obecnie zawodnik Budućnostu Podgorica.
W 2016 reprezentował Orlando Magic podczas rozgrywek letniej ligi NBA.

## Osiągnięcia
Stan na 15 maja 2022, na podstawie, o ile nie zaznaczono inaczej.

### Drużynowe
- Mistrz:
  - Ligi Adriatyckiej (2018)
  - Czarnogóry (2012, 2013, 2019, 2021)
- Wicemistrz:
  - Ligi Adriatyckiej (2016, 2019, 2021)
  - Czarnogóry (2018)
- Zdobywca pucharu:
  - Czarnogóry (2011, 2012, 2018–2022)
  - Serbii (2016)
- Finalista:
  - Superpucharu Ligi Adriatyckiej (2017, 2018)
  - pucharu:
    - Serbii (2015)
    - Czarnogóry (2013)
- Uczestnik międzynarodowych rozgrywek:
  - Euroligi (2018/2019)
  - Eurocup (2016–2018, od 2019)

### Indywidualne
- MVP kolejki Ligi Adriatyckiej (20 – 2017/2018)

### Reprezentacja
Seniorska
- Uczestnik kwalifikacji do Eurobasketu (2016/2017 – 13. miejsce, 2020)

Młodzieżowe
- Uczestnik:
  - uniwersjady (2015 – 13. miejsce)
  - mistrzostw Europy:
    - U–20 (2012 – 14. miejsce, 2013 – 8. miejsce)
    - U–18 dywizji B (2011 – 4. miejsce)